# Foundations
„Foundations“ је песма ирске кантауторке Кејт Неш. Издата је 25. јуна 2007, као први сингл са албума „Made of Bricks“. Продато је преко 320.000 копија овог сингла, и то само у Уједињеном Краљевству, што га ставља на 162. место листе најпродаванијих синглова деценије у УК.

## Видео-спот
Видео-спот је режирала Кинга Берза (енгл. Kinga Burza), која је у њему, између осталог, користила и технику кадар-по-кадар. Спот прати радњу песме и кроз свакодневене, обичне предмете — четкице за зубе, чарапе, ципеле, играчке и сатове — показује однос младог љубавног пара. Сачињен је од неколико главних сцена — момак и девојка (Кејт Неш) играју карте, леже у кревету, она једе лимунове („you said I must eat so many lemons, 'cause I am so bitter“), обарају руке, украшавају торту, он пијан лежи у њеном крилу, она чисти кућу. Спот се завршава сценом у којој она пакује своје кофере и одлази.

## Издања
Сингл на компакт-диску у УК
Прво издање на грамофонској плочи
од 7 инча у УК
Друго издање на грамофонској плочи
од 7 инча у УК
Сингл на компакт-диску у Аустралији
Сингл на компакт-диску у САД
Дигитални E.P. у САД
Дигитално преузимање преко „-а”
Дигитално преузимање преко „-а”

## Пласман на топ-листама
| Топ-листа                                    | Најбољи пласман |
| -------------------------------------------- | --------------- |
| Јуро диџитал тракс                           | 1               |
| Топ-листа синглова у Уједињеном Краљевству   | 2               |
| Топ-листа синглова у Ирској                  | 12              |
| Ултратоп 50                                  | 12              |
| Топ-листа 40 синглова у УК 2007.             | 17              |
| Мидија контрол чартс                         | 37              |
| А3 Аустрија топ 40                           | 38              |
| Швајцарска музичка топ-листа                 | 48              |
| Листа најпродаванијих синглова деценије у УК | 162             |